# Symplectoscyphus aggregatus
Symplectoscyphus aggregatus är en nässeldjursart som först beskrevs av Jäderholm 1917.  Symplectoscyphus aggregatus ingår i släktet Symplectoscyphus och familjen Sertulariidae. Inga underarter finns listade i Catalogue of Life.